# Paul Taunton Matthews
Pour les articles homonymes, voir Matthews.
Paul Taunton Matthews (19 novembre 1919 - 26 février 1987) est un physicien britannique,, .

## Biographie
Matthews est né à Erode en Inde britannique et a fait ses études à la Mill Hill School (en) et au Clare College de Cambridge, où il a obtenu des diplômes de maîtrise et de doctorat, ce dernier sous la direction de Nicholas Kemmer. Il est devenu chef du département de physique de l'Imperial College de Londres et plus tard vice-chancelier de l'Université de Bath. Il a également reçu un diplôme honorifique (doctorat en sciences) de l'Université de Bath en 1983. Il a également été président du Conseil de physique nucléaire du Conseil de recherche scientifique.
Il est un ami proche et le mentor du seul lauréat pakistanais du prix Nobel, Abdus Salam, et du physicien du CERN, Faheem Hussain.
Il est décédé à Cambridge des suites de blessures subies dans un accident de vélo.

## Prix et distinctions
Il a reçu le prix Adams en 1958, élu à la Royal Society en 1963, et a reçu la médaille et le prix Rutherford (en) en 1978. Il est égalkement décoré de l'Ordre de l'Empire britannique.

## Publications
- Introduction to Quantum Mechanics, McGraw Hill, 1963, 3e éd 1974.
- The nuclear apple: recent discoveries in fundamental physics, Chatto and Windus 1971.